# Gornja Bunuša
Gornja Bunuša (en serbe cyrillique : Горња Бунуша) est un village de Serbie situé sur le territoire de la Ville de Leskovac, district de Jablanica. Au recensement de 2011, il comptait 543 habitants.
Gornja Bunuša est également connue sous le nom de Bunuša.

## Démographie
| 1948 | 1953 | 1961 | 1971 | 1981 | 1991 | 2002 | 2011 |
| ---- | ---- | ---- | ---- | ---- | ---- | ---- | ---- |
| 562  | 617  | 672  | 627  | 658  | 632  | 633  | 543  |

|  |